# Estação de Babaoshan
Estação de Babaoshan (em chinês 八宝山站; em pinyin Bābǎoshān Zhàn) é uma estação na Linha 1 do Metrô de Pequim. A estação está localizado perto do Cemitério Revolucionário de Babaoshan.

## Station Layout[edit source]
G                      Entradas e Saídas Saídas A-D, catracas e guardas